# 曼夫里利亚德卡斯特雷洪
曼夫里利亚德卡斯特雷洪，是西班牙卡斯蒂利亚-莱昂布尔戈斯省的一个市镇。总面积16平方公里，总人口145人（2001年），人口密度9人/平方公里。